# Deogiri

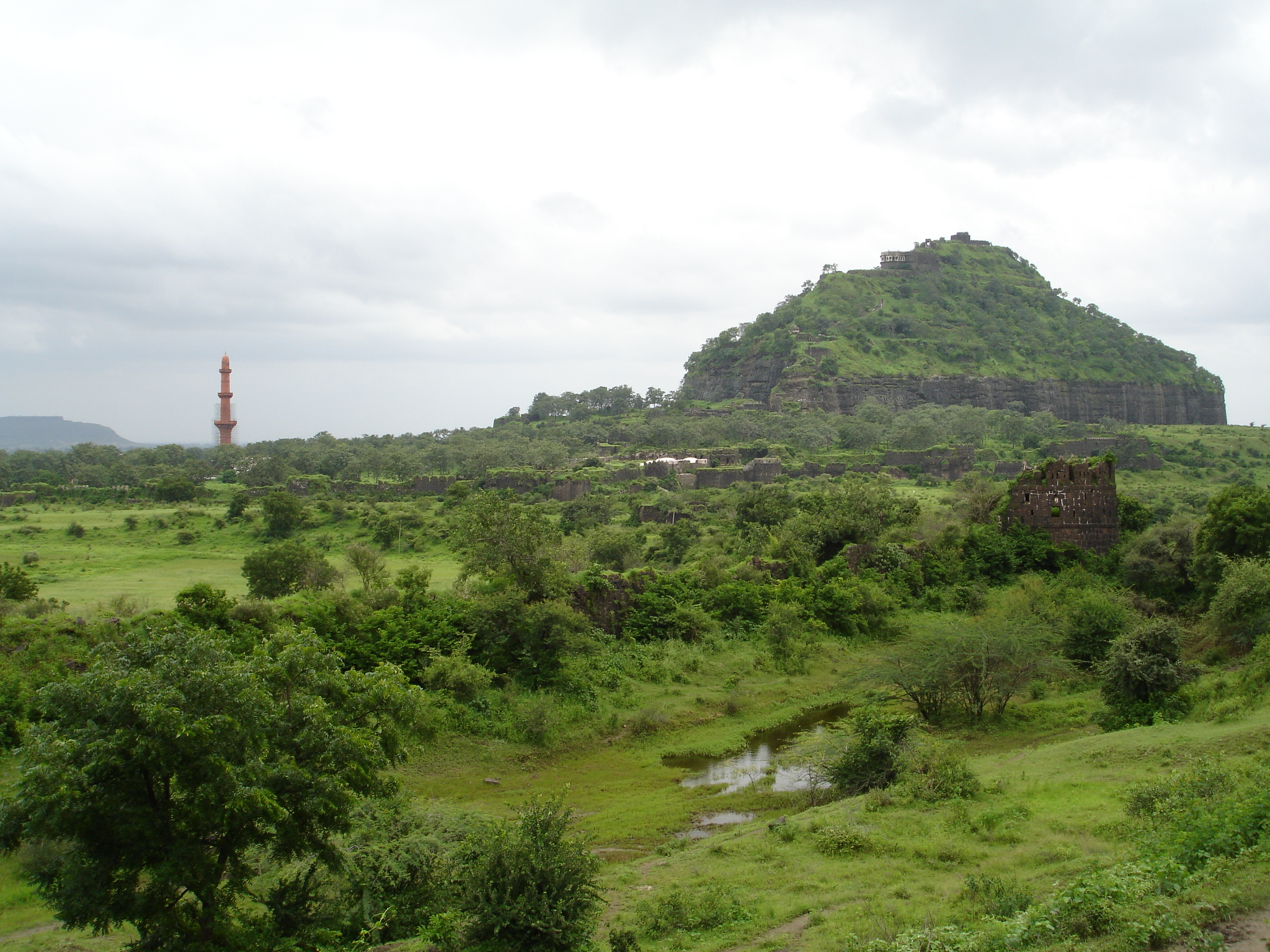
Festung Deogiri

Deogiri oder Devagiri („Götterberg“) bezeichnet eine imposante Festungsanlage beim Ort Daulatabad (deshalb auch oft  Daulatabad-Fort genannt) nahe der Millionenstadt Aurangabad im indischen Bundesstaat Maharashtra.

## Lage
Das ebene Gelände zu Füßen des Festungsbergs liegt etwa 600 m hoch; die Spitze des Burgbergs erreicht eine Höhe von etwa 800 m ü. d. M.

## Geschichte

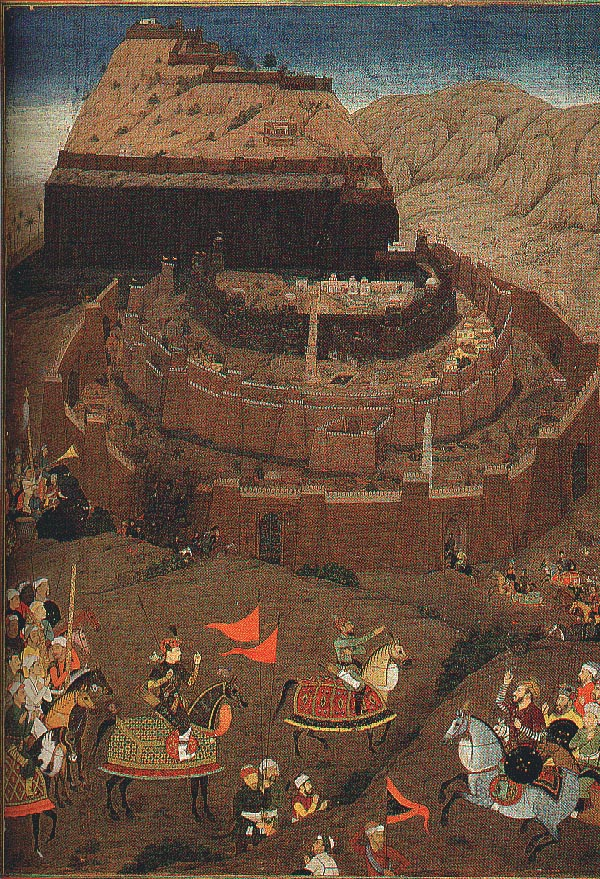
Belagerung des Devgiri-Forts durch die Mogul-Armee (1633)

Zu Füßen des Burgbergs gab es bereits im 1. Jahrhundert v. Chr. einen Höhlentempel der Jains, welcher immer wieder erweitert wurde und wahrscheinlich bis ins 8. oder 9. Jahrhundert hinein Bestand hatte. Im 8. Jahrhundert geriet die gesamte Region unter die Kontrolle der hinduistischen Rashtrakuta-Dynastie, die mit dem Kailasa-Tempel im nahegelegenen Höhlenkloster Ellora ein Meisterwerk indischer Felsarchitektur hinterließ und sich möglicherweise auch dem Felsenberg von Deogiri widmete. Im ausgehenden 12. Jahrhundert gründete der Seuna-Herrscher Bhillama V. hier seine Hauptstadt. In den Jahren 1296 und 1308 machte der Sultan von Delhi, Ala ud-Din Khalji, das Seuna-Reich tributpflichtig und im Jahr 1327 schließlich beschloss der Delhi-Sultan Muhammad bin Tughluq seine Hauptstadt hierhin zu verlegen, doch gab er die in „Daulatabad“ umbenannte Stadt nach nur etwa 15 Jahren wieder auf. Aus dieser Zeit stammt möglicherweise die unter Verwendung von Hindu-Spolien errichtete Freitagsmoschee (jama masjid). Um das Jahr 1350 ließ der nunmehr in der Gegend regierende Bahmani-Sultan Ala-ud-Din Bahman Shah das Minarett erbauen. Im Jahr 1633 eroberte der Mogul-Herrscher Aurangzeb die Region und benannte ca. 20 Jahre später die nahegelegene Stadt Kharki in „Aurangabad“ um. Doch auch er ließ noch einige Bauten in Deogiri errichten (z. B. ein Gefängnis).
Mit dem Wandel militärtechnischer Gegebenheiten (z. B. dem Aufkommen von Kanonen) geriet die Festung Deogiri zunehmend ins Abseits und wurde schließlich aufgegeben.

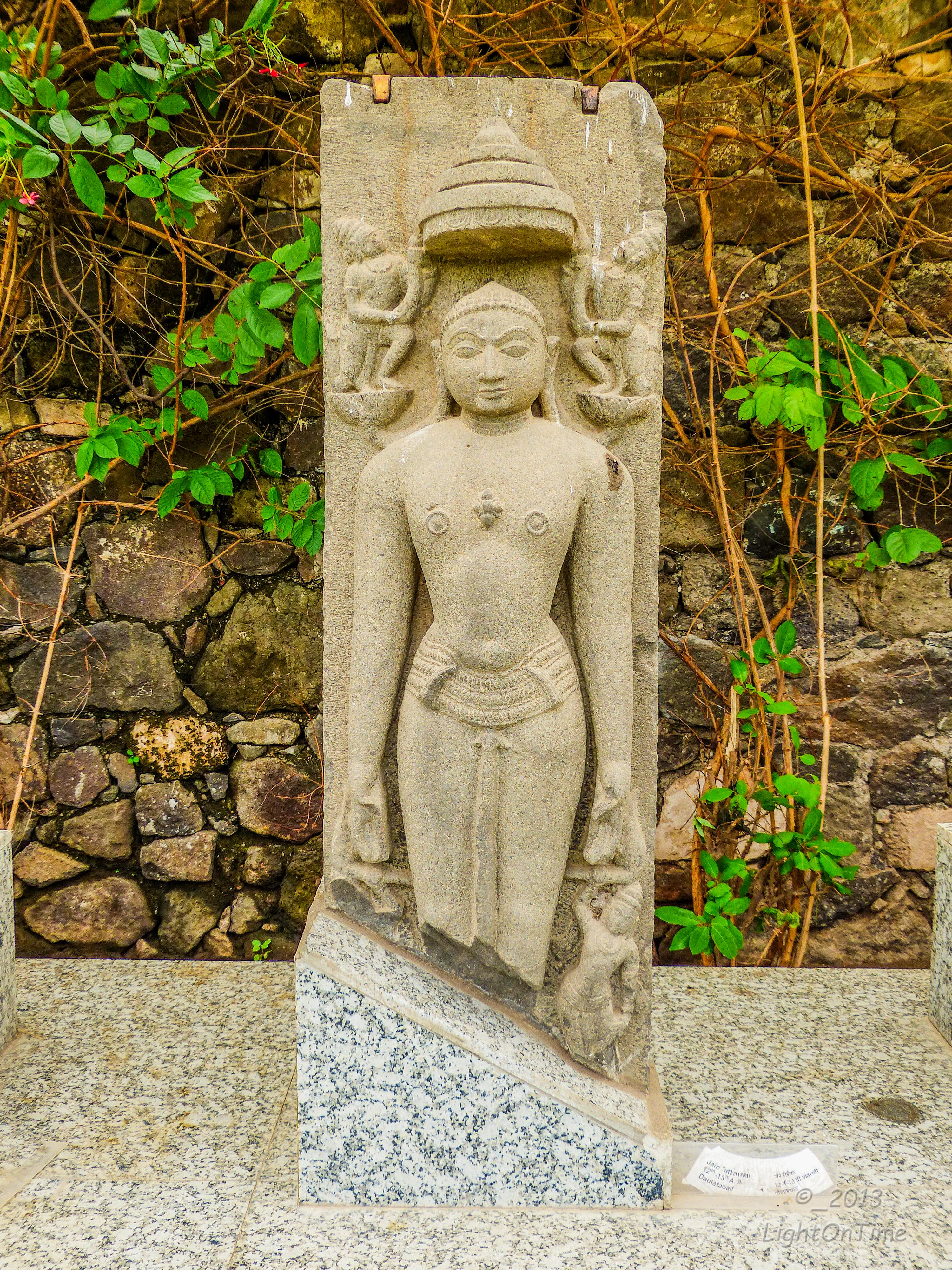
Jain-Statue
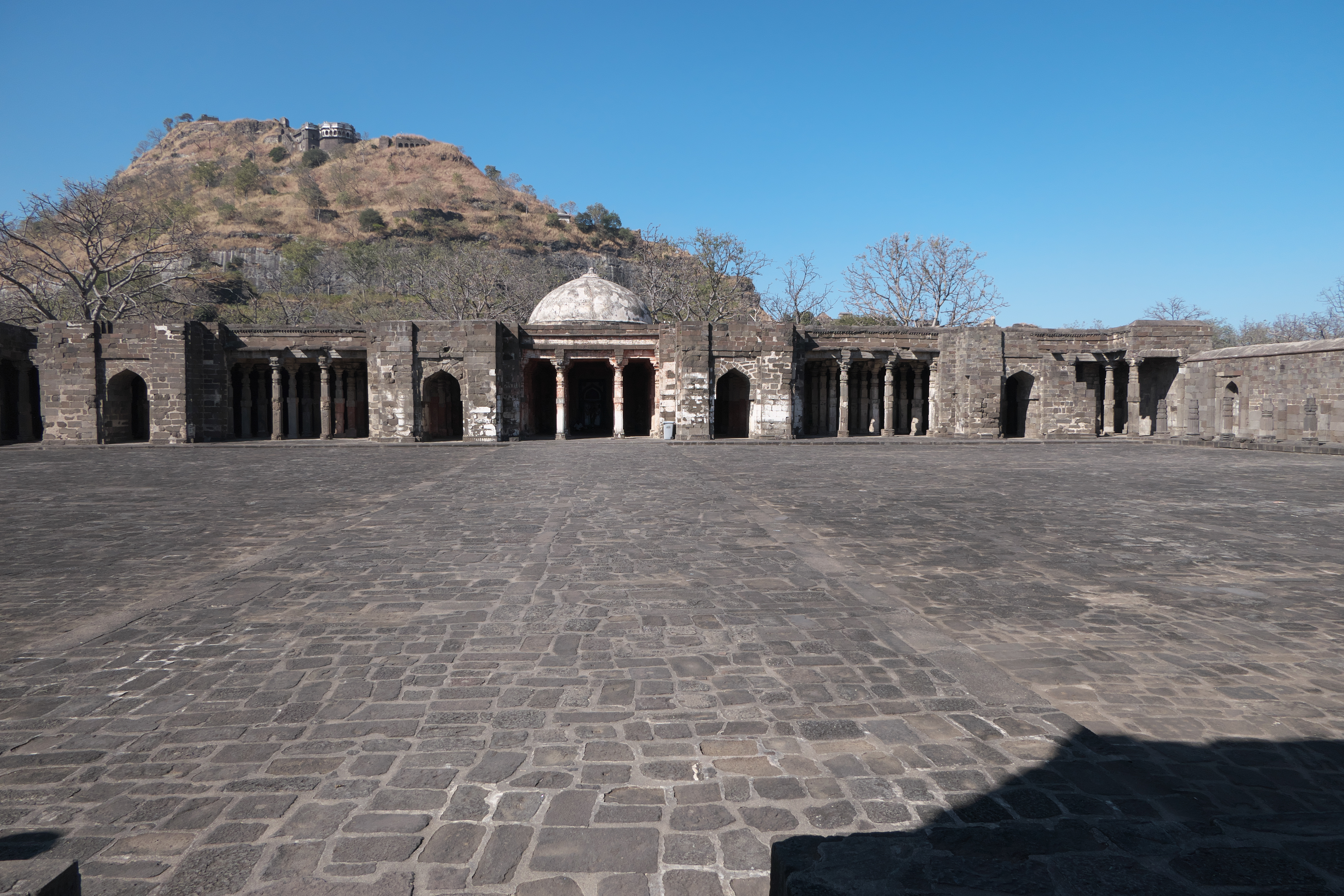
Moschee
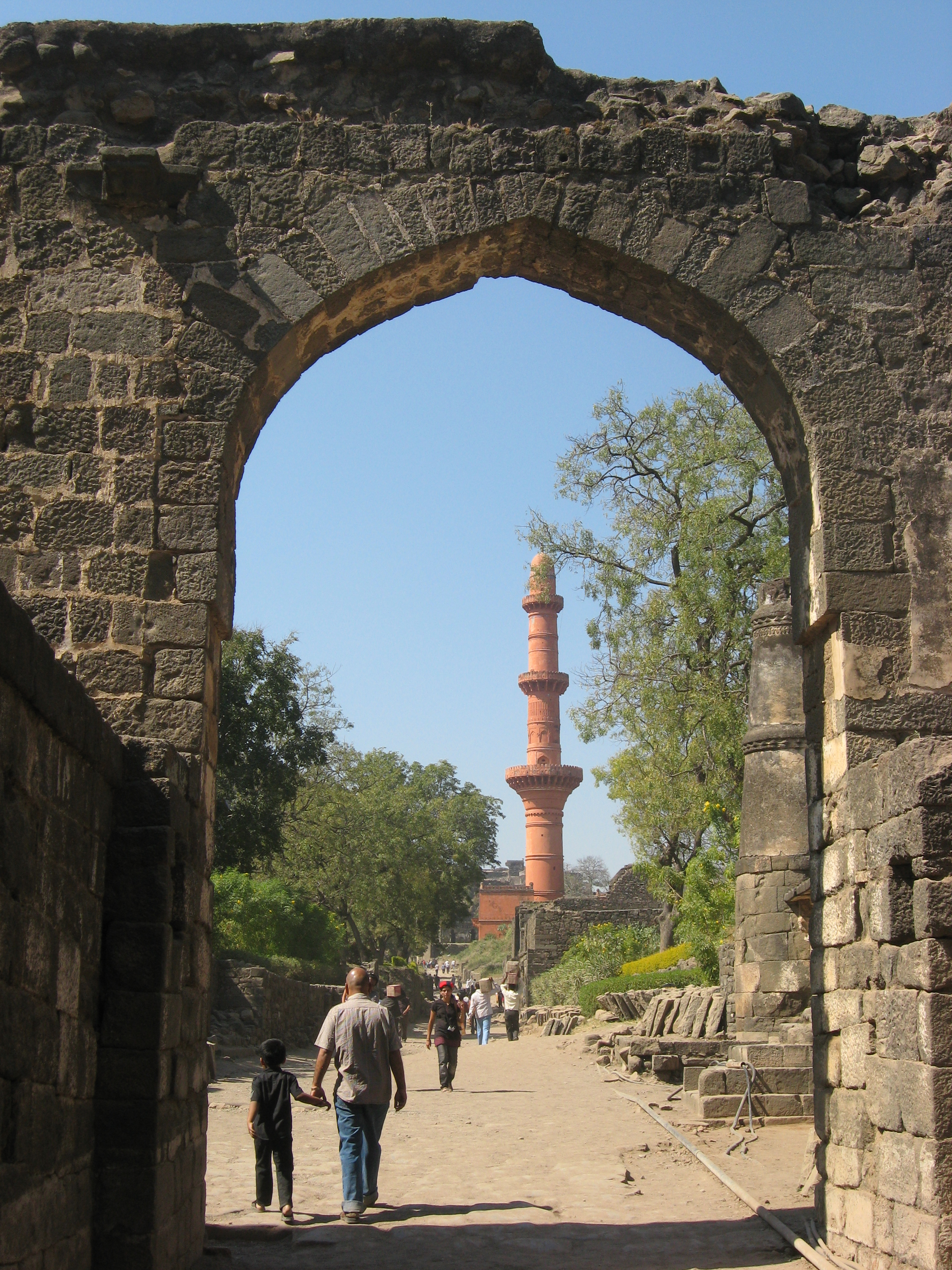
Minarett
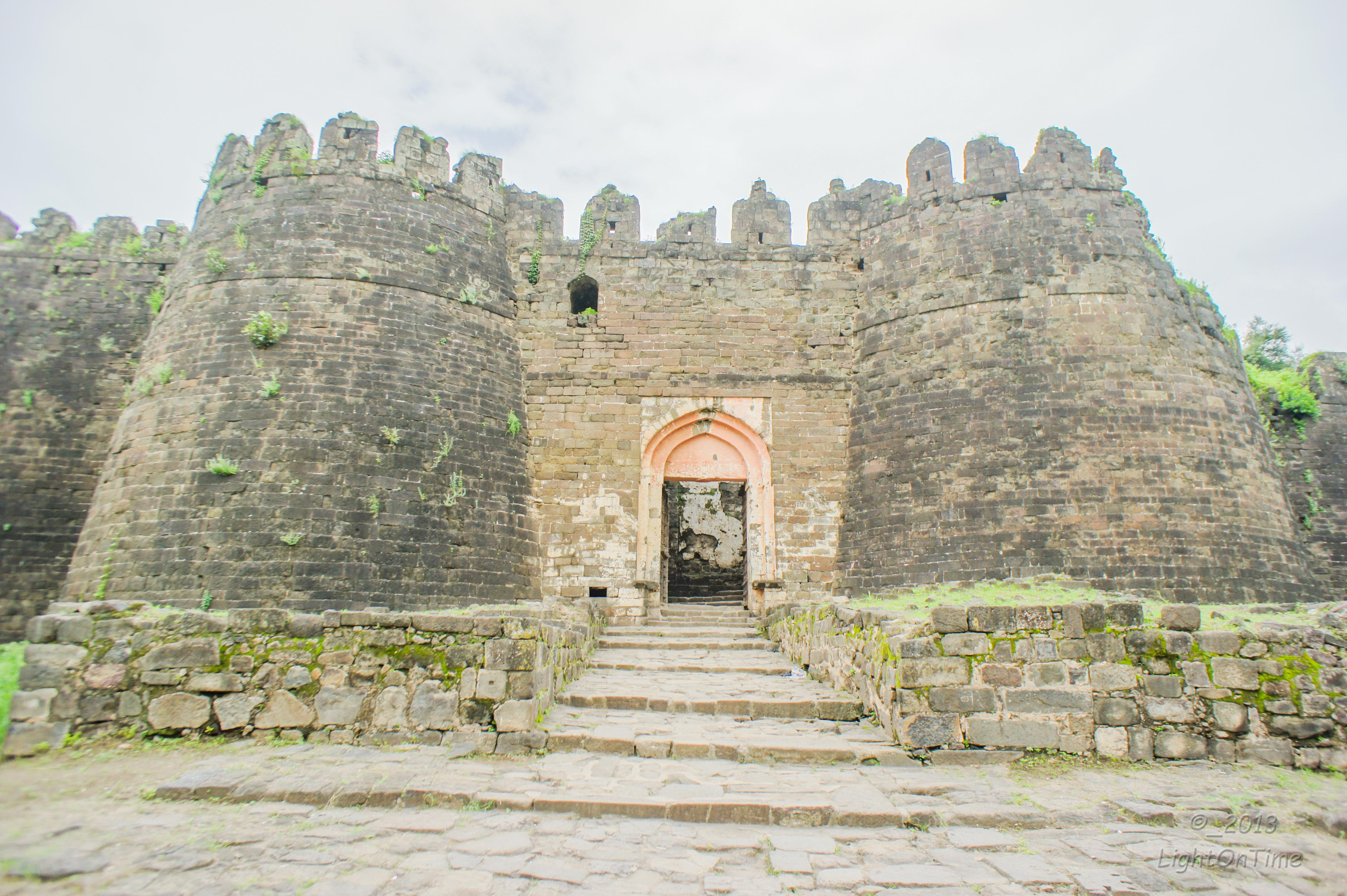
Festungstor
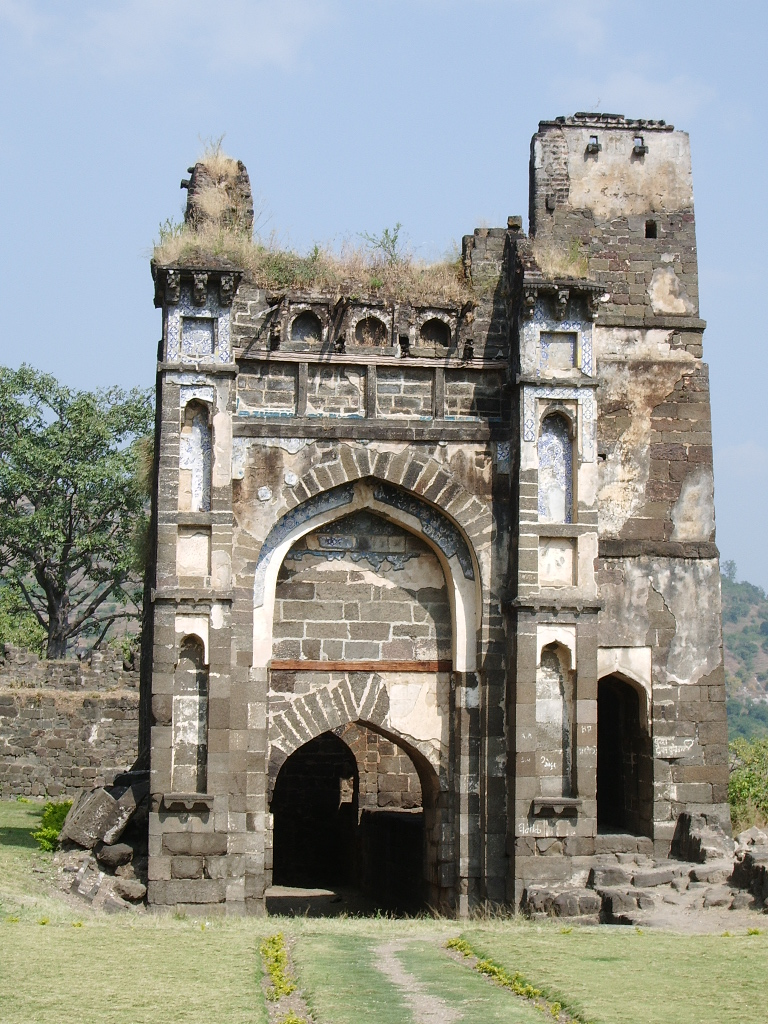
Gefängnis

## Architektur
Die Festung nimmt den gesamten Bergfelsen ein, dessen Flanken nahezu senkrecht abgefast wurden und außerdem von einem Wassergraben umgeben sind; weitere Wehrmauern befinden sich zu Füßen des Berges. Ein mogulzeitliches Tor führt heute in den nahezu uneinnehmbaren Festungskern, innerhalb dessen aus dem Fels gehauene Treppen nach oben führen. Einige Abschnitte sind sogar tunnelartig in den Fels gehauen und somit leicht zu verteidigen.